# 南园街华严寺
南园街华严寺俗称东关华严寺，是山西省大同市的一座古建筑，位于平城区御河西路中段西侧。该寺始建于辽。
1981年2月24日，南园街华严寺列为大同市文物保护单位。